# Prêmio ABC de Cinematografia
O Prêmio ABC de Cinematografia é oferecido pela Associação Brasileira de Cinematografia (ABC) desde 2001 aos melhores trabalhos realizados a cada ano em direção de fotografia, direção de arte, montagem e som.
Todos os filmes de longa-metragem lançados comercialmente no Brasil concorrem nas categorias principais. Além disso, a ABC também premia nas categorias curta-metragem, publicidade, programa de televisão, videoclipe e filme estudantil. Os vencedores são escolhidos por votação dos associados.

## Ganhadores

### 2001
- Direção de Fotografia Longa-Metragem - Eu Tu Eles - Breno Silveira
- Direção de Fotografia Curta-Metragem - O Velho, o Mar e o Lago - Mauro Pinheiro Júnior
- Direção de Fotografia Programa de TV - Palace II - Brava Gente Brasileira - Cesar Charlone
- Direção de Fotografia Videoclipe - Ilê Pérola Negra, Daniela Mercury - Affonso Beato
- Direção de Fotografia Publicidade - Vento, Amir Klink - Affonso Beato
- Prêmio ABC pela Obra – Ricardo Aronovich[3]

### 2002
- Direção de Fotografia Longa-Metragem – Lavoura Arcaica – Walter Carvalho
- Direção de Arte Longa-Metragem – O Xangô de Baker Street – Marcos Flaksman
- Som Longa-Metragem – O Xangô de Baker Street – Jorge Saldanha, Miriam Biderman e Reilly Steele
- Direção de Fotografia Curta-Metragem – Palíndromo – Hélcio Nagamine
- Direção de Fotografia Publicidade - TIM Net – Paulo Vainer
- Direção de Fotografia Videoclipe – Paralamas do Sucesso – Ricardo Della Rosa
- Direção de Fotografia Programa de TV – Os Maias – José Tadeu Ribeiro
- Prêmio ABC pela Obra – Dib Lutfi[4]

### 2003
- Direção de Fotografia Longa-Metragem – Cidade de Deus – Cesar Charlone
- Direção de Arte Longa-Metragem – Cidade de Deus – Tulé Peak
- Som Longa-Metragem – Cidade de Deus – Guilherme Ayrosa, Paulo Ricardo Nunes e Alessandro Laroca
- Direção de Fotografia Curta-Metragem – A Janela Aberta – Adrian Teijido
- Direção de Fotografia Publicidade - Gisele e Rodrigo – Lauro Escorel
- Direção de Fotografia Videoclipe – Sepultura - Bullet the Blue Sky – Ricardo Della Rosa
- Direção de Fotografia Programa de TV – Cidade dos Homens – Adriano Goldman
- Prêmio ABC pela Obra – Thomas Farkas
- Prêmio Técnico – José Macedo de Medeiros (Jamelão)[5]

### 2004
- Direção de Fotografia Longa-Metragem – Desmundo – Pedro Farkas
- Direção de Arte Longa-Metragem – Desmundo – Adrian Cooper e Chico Andrade
- Som Longa-Metragem – Carandiru – Romeu Quinto, Miriam Biderman e Reilly Steele
- Direção de Fotografia Documentário – Nelson Freire – Toca Seabra
- Direção de Fotografia Curta-Metragem – Amor Só de Mãe – José Roberto Eliezer
- Direção de Fotografia Publicidade – Andes – Ricardo Della Rosa
- Direção de Fotografia Videoclipe – Marcelo D2 – Qual é? – Jacques Cheuiche
- Direção de Fotografia Programa de TV – Surf Adventures – Flávio Alexim
- Direção de Fotografia Filme Estudantil – Velha História – Paulo Camacho
- Prêmio ABC pela Obra - Fernando Duarte
- Prêmio Técnico – Jorge Veras[6]

### 2005
- Direção de Fotografia Longa-Metragem – Olga – Ricardo Della Rosa
- Direção de Arte Longa-Metragem – Olga – Tiza De Oliveira
- Som Longa-Metragem – Cazuza – Zezé D'Alice, Waldyr Xavier e Rodrigo Noronha
- Montagem Longa-Metragem – Narradores de Javé – Daniel Rezende
- Direção de Fotografia Documentário – Mata Atlântica – Paulo Rufino
- Direção de Fotografia Curta-Metragem – A Ira - Alziro Barbosa
- Direção de Fotografia Publicidade – Vamos Fugir – Lito Mendes da Rocha e Sylvestre Campe
- Direção de Fotografia Videoclipe – Skank – Dois Rios – Adriano Goldman
- Direção de Fotografia Programa de TV – Metamorphoses – Edgard Moura, Carlos Ebert, Christian Perez e Antônio Muramatsu
- Direção de Fotografia Filme Estudantil – Noturno – Francisca San Martin
- Prêmio ABC pela Obra - Waldemar Lima, Mauro Alice e Eduardo Serra
- Prêmio Técnico – Jechiatto Vallesi[7]

### 2006
- Direção de Fotografia Longa-Metragem - Cinema, Aspirinas e Urubus – Mauro Pinheiro Júnior
- Direção de Arte Longa-Metragem - Casa de Areia – Tulé Peak
- Som Longa-Metragem - 2 Filhos de Francisco – Valéria Ferro, Renato Calaça, Alessandro Laroca e Armando Torres Jr
- Montagem em Longa-Metragem - Cidade Baixa – Isabela Monteiro de Castro
- Direção de Fotografia Curta-Metragem - O Mistério da Japonesa – Alziro Barbosa
- Direção de Fotografia Documentário - Pro Dia Nascer Feliz – Gustavo Hadba
- Direção de Fotografia Publicidade – Monges – Joel Lopes
- Direção de Fotografia Videoclipe - Além do Horizonte – Adrian Teijido
- Direção de Fotografia Programa de TV - Hoje é Dia de Maria – José Tadeu Ribeiro
- Direção de Fotografia Filme Estudantil - Homens Pequenos no Ocaso – Guga Millet e Tim Geelach
- Prêmio ABC Pela Obra – Walter Goulart
- Prêmio Técnico – Dr Victor e Benedito Monteiro[8]

### 2007
- Direção de Fotografia Longa-Metragem – O Ano em que Meus Pais Saíram de Férias – Adriano Goldman
- Direção de Arte Longa-Metragem – O Ano em que Meus Pais Saíram de Férias – Cassio Amarante
- Som Longa-Metragem - O Ano em que Meus Pais Saíram de Férias - Romeu Quinto, Alessandro Laroca e Armando Torres Jr
- Montagem Longa-Metragem - O Ano em que Meus Pais Saíram de Férias – Daniel Rezende
- Direção de Fotografia Documentário – Diário de Nana – Jay Yamashita
- Direção de Fotografia Curta-Metragem – Balada das Duas Mocinhas de Botafogo – Rodrigo Monte
- Direção de Fotografia Publicidade – Xingu – Ricardo Della Rosa
- Direção de Fotografia Videoclipe – Você Vai Estar na Minha, Negra Li – Marcelo Trotta
- Direção de Fotografia Programa de TV – Filhos do Carnaval – Adriano Goldman
- Direção de Fotografia Filme Estudantil – A História da Figueira – Heloísa Ururahy
- Prêmio ABC pela Obra - Pierino Massenzi[9]

### 2008
- Direção de Fotografia Longa-Metragem - O Cheiro do Ralo – José Roberto Eliezer
- Direção de Arte Longa-Metragem – Noel - Poeta da Vila – Claudio Amaral Peixoto
- Som Longa-Metragem – Tropa de Elite – Leandro Lima, Alessandro Laroca e Armando Torres Jr
- Montagem Longa-Metragem – Santiago – Eduardo Escorel e Lívia Serpa
- Direção de Fotografia Média-Metragem – Trópico das Cabras – Lula Carvalho
- Direção de Fotografia Curta-Metragem – A Cauda do Dinossauro – Alziro Barbosa e Satori Uso - Carlos Ebert
- Direção de Fotografia Publicidade – Doação de Órgãos – Enio Berwanger
- Direção de Fotografia Videoclipe – Eu Vi Você Jogar – Guy Gonçalves
- Direção de Fotografia Programa de TV – A Pedra do Reino – Adrian Teijido
- Direção de Fotografia Filme Estudantil – Espalhadas Pelo Ar – Júlio Taubkin[10]

### 2009
- Direção de Fotografia Longa-Metragem - Ensaio Sobre a Cegueira – Cesar Charlone
- Direção de Arte Longa-Metragem - Ensaio Sobre a Cegueira – Tulé Peak
- Melhor Som para Longa-Metragem de Ficção - Ensaio Sobre a Cegueira – Guilherme Ayrosa, Alessandro Laroca, Armando Torres Júnior e Lu Solakofisk
- Montagem Longa-Metragem - Ensaio Sobre a Cegueira – Daniel Resende
- Direção de Fotografia Documentário – À Margem do Lixo – Gustavo Hadba e André Lavenére
- Direção de Fotografia Curta-Metragem – Booker Pittman – Carlos Ebert
- Direção de Fotografia Publicidade – C&A China- Adrian Teijido
- Direção de Fotografia Videoclipe - De Você, Pitty – José Roberto Eliezer
- Direção de Fotografia Programa de TV – Capitu - Adrian Teijido
- Direção de Fotografia Filme Estudantil - Dez Elefantes – Daniel Bustamante e Bia Marques
- Prêmio ABC pela Obra - José Guerra (in memoriam)[11]

### 2010
- Direção de Fotografia para Longa-Metragem - À Deriva - Ricardo Della Rosa
- Direção de Arte para Longa-Metragem - Som e Fúria - Cássio Amarante
- Montagem para Longa-Metragem - O Contador de Histórias - Umberto Martins e Maria Altberg
- Som para Longa-Metragem - O Contador de Histórias - Leandro Lima, Miriam Biderman, Ricardo Reis, Paulo Gama e Armando Torres Júnior
- Direção de Fotografia para Curta-Metragem - Casulo - Guga Millet
- Direção de Fotografia para Filme Comercial - Inhotim - Lito Mendes da Rocha
- Direção de Fotografia para Programa de TV - Filhos do Carnaval - Vala Comum - Adrian Teijido
- Direção de Fotografia para Filme Estudantil - Maresia - Chrstian Schneider[12]

### 2011
- Direção de Fotografia em Longa-Metragem – Os Famosos e os Duendes da Morte – Mauro Pinheiro Jr
- Direção de Arte em Longa-Metragem – A Suprema Felicidade – Tule Peake
- Montagem em Longa-Metragem – Tropa de Elite 2 – Daniel Rezende
- Som em Longa-Metragem – Tropa de Elite 2 – Leandro Lima, Alessandro Laroca e Armando Torres Jr
- Direção de Fotografia Curta-Metragem – Haruo Ohara – Carlos Ebert
- Direção de Fotografia  Filme Comercial – Natura-Chronos – Marcelo Durst
- Direção de Fotografia Programa de TV – Afinal, o Que Querem as Mulheres? – Adrian Teijido
- Direção de Fotografia Filme Estudantil – Asfixia – Julio Rocha (Senac-SP)
- Prêmio ABC pela Obra - Walter Lima Júnior [13]

### 2012
- Direção de Fotografia em Longa-Metragem – O Palhaço - Adrian Teijido
- Montagem em Longa-Metragem – O Palhaço - Marília Moraes e Selton Mello
- Som em Longa-Metragem – O Palhaço - George Saldanha, Paulo Gama, Luiz Adelmo
- Direção de Arte em Longa-Metragem - O Palhaço - Claudio Amaral Peixoto
- Direção de Fotografia Curta-Metragem – A Tempestade - Alziro Barbosa
- Direção de Fotografia Programa de TV  – A Mulher Invisível - Rodrigo Monte
- Direção de Fotografia  Filme Publicitário – Hondas Narcisos - Pierre de Kerchove
- Direção de Fotografia Filme Estudantil  – O Muro - Dhyanna Mai Mattos (ECA-USP)[14]

### 2013
- Direção de Fotografia em Longa-Metragem  - Sudoeste – Mauro Pinheiro Jr
- Montagem em Longa-Metragem - 2 Coelhos – Afonso Poyart, Lucas Gonzaga, André Toledo
- Som em Longa-Metragem - Xingu – Paulo Ricardo Nunes, Alessandro Laroca, Eduardo Virmond Lima, Armando Torres Jr.
- Direção de Arte em Longa-Metragem - Xingu - Cassio Amarante
- Direção de Fotografia Curta-Metragem - Natureza Morta – Carlos Firmino
- Direção de Fotografia Programa de TV  - Sessão de Terapia  – Rodrigo Monte
- Direção de Fotografia  Filme Publicitário - Boticário Floratta – Ricardo Della Rosa, ABC
- Direção de Fotografia Filme Estudantil - O Fim do Filme – Quico Meirelles – ECA-USP[15]

### 2014
- Melhor Direção de Fotografia para Filme Estudantil  - Corpo Vazio  – Gustavo Moraes – FAAP
- Melhor Direção de Fotografia para Série de TV  - O Canto da Sereia  – Walter Carvalho, ABC
- Melhor Direção de Fotografia para Curta-Metragem  - Através do Espelho  – Guga Millet
- Melhor Som para Longa-Metragem  - O Som ao Redor  – Fuma Farias, Nicolas Hallet, Simone Dourado, Carlos Montenegro, Gera Vieira, Ricardo Cutz, Catarina Apolonio, Kleber Mendonça Filho e Pablo Lama
- Melhor Montagem para Longa-Metragem  - O Som ao Redor  – Kleber Mendonça Filho e João Maria
- Melhor Direção de Arte para Longa-Metragem  - Serra Pelada  – Tulé Peake
- Melhor Direção de Fotografia para Longa-Metragem  - Cores  – Alziro Barbosa, ABC[16]

### 2015
- Direção de Fotografia em Longa-Metragem  - O Lobo atrás da Porta – Lula Carvalho
- Montagem em Longa-Metragem - O Lobo atrás da Porta – Karen Akerman
- Som em Longa-Metragem - Tim Maia – George Saldanha, François Wolf e Armando Torres Jr.
- Direção de Arte em Longa-Metragem - Tim Maia – Claudio Amaral Peixoto
- Direção de Fotografia Curta-Metragem - Caçador – Rafael Duarte
- Direção de Fotografia Programa de TV  - Amores Roubados – Walter Carvalho
- Direção de Fotografia  Filme Publicitário - Volvo Light Painting – Marcelo Corpanni
- Direção de Fotografia Filme Estudantil - Noite na Taverna – Lucas Haas - FAAP[15]

### 2016
- Direção de Fotografia em Longa-Metragem  - Chatô, o Rei do Brasil – José Roberto Eliezer, ABC
- Montagem em Longa-Metragem - Chatô, o Rei do Brasil  – Felipe Lacerda e Umberto Martins, ABC
- Som em Longa-Metragem - Chatô, o Rei do Brasil– Mark van der Willigen, Pedro Lima, Sérgio Fouad e Marcelo Cyro
- Direção de Arte em Longa-Metragem - Chatô,o Rei do Brasil  – Gualter Pupo
- Direção de Fotografia Curta-Metragem - Natureza Morta – Carlos Firmino
- Direção de Fotografia Programa de TV  - Magnífica 70  ep. 12 – Divisão de Lucros – Rodrigo Monte, ABC
- Direção de Fotografia  Filme Publicitário - Skol Ultra - A Cerveja Oficial dos Atletas não Oficiais – Juliano Lopes Fortes
- Direção de Fotografia Filme Estudantil - Terra Roxa – Cadu Rosenfeld – Centro Universitário Nossa Senhora do Patrocínio[15]

### 2019
- Direção de Fotografia em Longa-Metragem - O Grande Circo Místico – Gustavo Hadba, ABC
- Direção de Fotografia de Documentário - Construindo Pontes – Heloisa Passos, ABC
- Direção de Arte em Longa-Metragem - O Grande Circo Místico – Artur Pinheiro
- Montagem em Longa-Metragem - Legalize Já – Amizade Nunca Morre – Marcelo Junqueira e Tungstênio – Gustavo Giani
- Som em Longa-Metragem - Chacrinha: O Velho Guerreiro – Armando Torres Jr., ABC, Alessandro Laroca, Eduardo Virmond Lima, Jorge Saldanha e Renan Deodato
- Direção de Fotografia de Curta-Metragem - Concreto Cinza Abstrato – Bruno Fenart
- Direção de Fotografia de Série de TV - Ilha de Ferro (Temp. 1 – Ep. 1) – Carlos Zalasik
- Direção de Fotografia de Filme Estudantil - Tempo de Ir, Tempo de Voltar – Lucas Silva Campos (Escola de Comunicações e Artes – USP)[17]